# ЛГБТ-кінофестиваль у Сіетлі
ЛГБТ-кінофестиваль у Сіетлі (англ. Seattle Lesbian & Gay Film Festival) — американський кінофестиваль у Сіетлі, штат Вашингтон. Проходить щорічно у жовтні, починаючи з 1996 року. Проводиться та просувається некомерційною організацією Three Dollar Bill Cinema, діяльність якої спрямована на популяризацію Нового квір-кіно. Фестиваль був створений як майданчик, в рамках якого режисери кінострічок на ЛГБТ-тематику мають можливість представляти їх на суд глядача та обговорювати з аудиторією кінофоруму. У 2011 році пройшла 16-та щорічна церемонія.
Фільми демонструються в кінотеатрах навколо Сієтла, включаючи AMC Pacific Place, SIFF Cinema Egyptian і Northwest Film Forum. Після показу в місцевих закладах, як-от Pony та Queer/Bar, також проводяться попра́вини.

## Нагороди
На фестивалі присуджуються:
- «Премія журі» в номінаціях: найкращий ігровий фільм, найкращий документальний фільм, найкращий короткометражний фільм.
- «Приз глядацьких симпатій», яким нагороджуються: художній фільм, документальний фільм, короткометражний фільм на гей-тематику, короткометражний фільм на лесбійську тематику та короткометражний фільм на тематику трансгендерності.